# New York University School of Continuing and Professional Studies
 (mai 2017).
Si vous disposez d'ouvrages ou d'articles de référence ou si vous connaissez des sites web de qualité traitant du thème abordé ici, merci de compléter l'article en donnant les références utiles à sa vérifiabilité et en les liant à la section « Notes et références ».
La New York University School of Professional Studies (également connue sous le nom de SPS) est une des formations qui composent la New York University. 
Fondée en 1934, l'école propose des programmes de premier cycle, d'études supérieures et de certificat. Le campus principal de l'école est situé à 7 East 12th Street à New York.
Elle remet des diplômes de différents grades dans des domaines d'études variés. Les diplômes attribués sont les master's degrees, bachelor's degrees, Associate degree et les bachelor of Arts et bachelor of Science.

## Histoire

### De 1930 à 1950
L'École d'Études Professionnelles (EEP) a été fondée en 1934. Peu de temps après la Seconde Guerre mondiale et en réponse à la demande croissante de compétences et de formation, elle met en place un certificat d'éducation générale aidant les anciens combattants à remplir les exigences demandées et à trouver des emplois. 
En 1954, l'école est rebaptisée Division des Services d'Éducation Générale (DSEG) pour refléter la portée complète de ses activités. L'école a offert des cours à dix-neuf endroits de la région et dans trois états. L'inscription a dépassé toute autre école individuelle de NYU et le revenu atteint une valeur de 2 millions de dollars pour la première fois. De nouveaux ministères ont été créés : le Bureau des Services Spéciaux aux Entreprises et à l'Industrie (BSSEI) et le Programme des Arts Libéraux (PAL).

### De 1960 à 1980
Les années 1960 apportent la création du Bureau des Programmes de Services Communautaires (BPSC), la Division des Affaires et de la Gestion (DAG) ainsi que la Paul McGhee Division ou Division Paul McGhee, qui offre des programmes d'études de premier cycle. L'école intègre les études des arts libéraux et des études professionnelles, fournissant une éducation universitaire complète appréciée sur les marchés de l'emploi. 
En 1971, l'École est renommée École d'Éducation Permanente (EEP). De nouveaux programmes de diplôme sont créés : business international, technologie informatique et analyse de systèmes. L'Institut des études parallèles est créé. Le programme d'études générales est institué pour offrir deux années d'enseignement aux étudiants de l'université. 
L'école a commencé à augmenter ses offres informatiques dans les années 1970 et, dans les années 1980, elle étend cette croissance en élargissant ses programmes d'immobilier et de business. Le Master of Science in Real Estate est créé, devenant le principal programme dans le pays.

### Depuis 1990
De nouveaux programmes de diplômes et de certificats sont créés dans l'hôtellerie et le tourisme, l'immobilier, la technologie numérique et les médias. En mettant en avant les progrès technologiques dans les médias, le Centre for Advanced Digital Applications est créé. En 1998, l'école a été rebaptisée École d'Études Professionnelles Continues (EEPC).
Elle est renommée en 2014 École d'Études Professionnelles (EEP) ou School of Professional Studies (SPS) et offre dix-sept programmes d'études supérieures et douze certificats d'études supérieures. 
Les cours sont organisés sur quatre sites : 
- Le Fairchild Building à 7 East 12th Street (abrite également le Bureau des admissions, ainsi que le Bureau d'administration des services aux étudiants non admis) ;
- Le campus Square Washington Square à Greenwich Village ;
- Le NYU Midtown Centre à 11 West 42nd Street ;
- Le Woolworth Building à 15 Barclay Street au centre-ville de Manhattan.

## Départements académiques
L'École d'Études Professionnelles de la NYU offre des programmes de premier cycle, des programmes de diplôme et des certificats ainsi que des cours d'avancement professionnel dans un large éventail de domaines d'études professionnels. 
Cela comprend : 
- American Language Institute (ALI)
- Applied Politics
- Career and Life Planning
- Center for Advanced Digital Applications (CADA)
- Center for Global Affairs
- Center for Publishing
- Finance, Law, and Taxation
- Foreign Languages, Translation, and Interpreting
- George H. Heyman, Jr., Center for Philanthropy and Fundraising
- Graphic Communications Management and Technology
- Health and Care Programs
- High School Academy
- Humanities, Arts, and Writing
- Leadership and Human Capital Management
- Management and Information Technology
- Marketing and Public Relations
- NYUSPS Initiative for Creativity and Innovation in Cities
- Paul McGhee Division
- Professional Advantage Program
- SPS Non-Credit Diplomas
- Schack Institute of Real Estate
- Tisch Center for Hospitality and Tourism
- Tisch Institute for Sports Management, Media, and Business

## Programmes Académiques

### Masters et Certificats

#### Masters
- M.A. in Graphic Communications Management and Technology
- M.S. in Construction Management
- M.S. in Fundraising and Grantmaking
- M.S. in Global Affairs
- M.S. in Hospitality Industry Studies
- M.S. in Human Resource Management and Development
- M.S. in Integrated Marketing
- M.S. in Management and Systems
- M.S. in Professional Writing
- M.S. in Project Management
- M.S. in Public Relations and Corporate Communication
- M.S. in Publishing: Digital and Print Media
- M.S. in Real Estate
- M.S. in Real Estate Development
- M.S. in Sports Business
- M.S. in Tourism Management
- M.S. in Translation

#### Certificats
- G.C. in Benefits and Compensation
- G.C. in Construction Management
- G.C. in Core Business Competencies
- G.C. in Enterprise Risk Management
- G.C. in Global Energy
- G.C. in Hospitality Industry Studies
- G.C. in Human Resource Management
- G.C. in Information Technologies
- G.C. in Organizational and Executive Coaching
- G.C. in Peace building
- G.C. in Real Estate
- G.C. in Sports Business
- G.C. in Strategy and Leadership
- G.C. in Tourism Management
- G.C. in Transnational Security

### Programme de premier cycle

#### Licences
- B.A. in Applied General Studies
- B.A. in Humanities
- B.A. in Social Sciences
- B.S. in Digital Communications and Media
- B.S. in Healthcare Management
- B.S. in Information Systems Management
- B.S. in Leadership and Management Studies
- B.S. in Marketing Analytics
- B.S. in Real Estate
- B.S. in Data Analytics and Visualization